# Wielka Encyklopedia PWN
Ne doit pas être confondu avec Wielka Encyklopedia Powszechna PWN.
Wielka Encyklopedia PWN (Grande encyclopédie PWN) est une encyclopédie universelle en polonais, publiée par Państwowe Wydawnictwo Naukowe (Éditeurs scientifiques d'État) à Varsovie entre 2001 et 2005.
Il s'agit d'un remplacement de la Wielka Encyklopedia Powszechna PWN (Grande Encyclopédie universelle) qui a été considérée comme dépassée et a été critiquée car reflétant l'idéologie officielle communiste de la période où elle a été produite (1962-1970) durant la république populaire de Pologne. Elle est la plus grande  encyclopédie traditionnelle polonaise jamais écrite.

## Les données de base
- 30 volumes et un supplément,
- 141 000 entrées,
- 40 000 biographies,
- 22 000 termes de couverture géographique,
- 135 millions de caractères,
- 15 000 illustrations,
- 700 cartes,
- Rédacteur en chef : Jan Wojnowski,
- Équipe : 100 personnes avec la collaboration de 3 000 auteurs et correcteurs.